# 上野瑶介
上野 瑶介（うえの ようすけ、1998年10月9日 - ）は、栃木県出身のサッカー選手。JFL・沖縄SV所属。ポジションはFW。
実父は元FC岐阜監督の上野優作。

## 略歴
アルビレックス新潟サッカースクールでサッカーを始める。
父である上野優作の移籍に伴い、幼少期より新潟、広島、栃木と転々とする。栃木SCジュニアユースからのオファーがあったが、それを断り中学時代からJFAアカデミー福島へ入団。
高校卒業後、順天堂大学へ進学。大学2年途中まではDFを務めていたが、FWへ転向した。
大学卒業後は、ソニー仙台FCへ入団。
3年目となる2023年には、JFL得点ランキング2位となる、10得点を挙げた。
同シーズン限りでソニー仙台を退団。。
2023年12月26日、テゲバジャーロ宮崎への完全移籍加入が発表された。
2024年2月25日、J3第1節松本山雅FC戦に途中出場し、Jリーグデビュー。3月6日、ルヴァンカップ1stラウンド1回戦ファジアーノ岡山戦で移籍後初ゴール。
2024年8月、ヴィアティン三重に期限付き移籍。12月30日、三重への期限付き移籍期間満了と沖縄SVへの期限付き移籍が発表された。

## 所属クラブ
- アルビレックス新潟サッカースクール
- サンフレッチェ広島F.Cジュニア
- 栃木SCJr.
- JFAアカデミー福島U-15
- JFAアカデミー福島U-18
- 順天堂大学
- 2021年 - 2023年  ソニー仙台FC
- 2024年 -  テゲバジャーロ宮崎
  - 2024年8月 - 12月  ヴィアティン三重（期限付き移籍）
  - 2025年 -  沖縄SV（期限付き移籍）

## 個人成績
| 国内大会個人成績 | 国内大会個人成績 | 国内大会個人成績 | 国内大会個人成績 | 国内大会個人成績 | 国内大会個人成績 | 国内大会個人成績 | 国内大会個人成績 | 国内大会個人成績 | 国内大会個人成績 | 国内大会個人成績 | 国内大会個人成績 |
| 年度             | クラブ           | 背番号           | リーグ           | リーグ戦         | リーグ戦         | リーグ杯         | リーグ杯         | オープン杯       | オープン杯       | 期間通算         | 期間通算         |
| 年度             | クラブ           | 背番号           | リーグ           | 出場             | 得点             | 出場             | 得点             | 出場             | 得点             | 出場             | 得点             |
| 日本             | 日本             | 日本             | 日本             | リーグ戦         | リーグ戦         | リーグ杯         | リーグ杯         | 天皇杯           | 天皇杯           | 期間通算         | 期間通算         |
| ---------------- | ---------------- | ---------------- | ---------------- | ---------------- | ---------------- | ---------------- | ---------------- | ---------------- | ---------------- | ---------------- | ---------------- |
| 2021             | S仙台            | 17               | JFL              | 23               | 5                | -                | -                | 2                | 0                | 25               | 5                |
| 2022             | S仙台            | 20               | JFL              | 22               | 2                | -                | -                | 1                | 0                | 23               | 2                |
| 2023             | S仙台            | 9                | JFL              | 27               | 10               | -                | -                | 2                | 0                | 29               | 10               |
| 2024             | 宮崎             | 41               | J3               | 14               | 0                | 1                | 1                | 0                | 0                | 15               | 1                |
| 2024             | 三重             | 22               | JFL              | 11               | 1                | -                | -                | -                | -                | 11               | 1                |
| 2025             | 沖縄SV           | 18               | JFL              |                  |                  | -                | -                |                  |                  |                  |                  |
| 通算             | 日本             | 日本             | J3               | 14               | 0                | 1                | 1                | 0                | 0                | 15               | 1                |
| 通算             | 日本             | 日本             | JFL              | 84               | 18               | -                | -                | 5                | 0                | 89               | 18               |
| 総通算           | 総通算           | 総通算           | 総通算           | 98               | 18               | 1                | 1                | 5                | 0                | 104              | 19               |

- Jリーグ初出場 - 2024年2月25日 J3第1節松本山雅FC戦 (いちご)